# Tempête 1
Tempête 1 (en chinois : 风暴), ou parfois Feng Bao 1, abrégé en FB-1 est un lanceur chinois utilisé entre 1972 et 1981 à 11 reprises pour placer en orbite notamment des satellites de reconnaissance. Ce lanceur, qui est développé à la même époque que la fusée Longue Marche 2 (LM-2) pratiquement identique doit sa brève existence à la période troublée de la révolution culturelle. Il dérive, comme la LM-2, du missile balistique intercontinental DF-5 et a la capacité de placer une charge de 2,5 tonnes en orbite terrestre basse. 

## Historique
Le lanceur Tempête 1 à partir du missile balistique intercontinental DF-5 est développé à Shanghai à compter de fin 1969 durant la période de la révolution culturelle (1966-1976). À la même époque le lanceur Longue Marche 2 ayant les mêmes caractéristiques est développé à Pékin par le CALT qui avait déjà mis au point le lanceur léger Longue Marche 1. Le développement de Tempête 1 est liée à la position dominante de Jiang Qing, la femme de Mao Zedong, qui parvient à imposer contre toute logique la construction d'un deuxième lanceur dans la ville qui lui sert de bastion politique. Sa chute fin 1976 entraine l'arrêt de la construction du lanceur. Mais le site de Shangaï (aujourd'hui SAST) deviendra de nouveau le site de construction d'un lanceur lorsque la décision sera prise de réaliser la fusée Longue Marche 4 évolution de la Longue Marche 2 destinée à servir de lanceur de rechange au cas où le développement de la Longue Marche 3 échouerait.

## Caractéristiques techniques
Les caractéristiques de FB-1 sont pratiquement identiques à celles du lanceur Longue Marche 2 et découlent directement du missile DF-5. Le lanceur, qui peut placer 2,5 tonnes en orbite terrestre basse, a une masse totale de 191,7 tonnes pour une hauteur de 33 mètres et un diamètre de 3,35 mètres. Il comprend deux étages tous deux propulsés par des moteurs fonctionnant avec un mélange d'ergols stockables Peroxyde d'azote/UDMH. Le premier étage d'une masse de 150,4 tonnes est propulsé par quatre moteurs YF-20A ayant une poussée totale de 268 tonnes au décollage et une impulsion spécifique au sol de 258 secondes. Le second étage a une masse de 38,3 tonnes et est propulsé par un moteur YF-22/23 ayant une poussée de 76 tonnes et une impulsion spécifique dans le vide de 295 secondes.

## Historique des vols
Le lanceur a été lancé à 11 reprises dont 4 échecs depuis le pas de tir LA-2B du Centre spatial de Jiuquan. Ces tirs comprennent trois vols surborbitaux, six lancements du satellite de reconnaissance JSSW qui n'a pas connu de suite et deux lancements de satellites scientifiques de la série Shi jian
| Date / Heure UTC         | Numéro de série | Charge utile                                     | NSSDC-ID  | Remarques                                                                |
| ------------------------ | --------------- | ------------------------------------------------ | --------- | ------------------------------------------------------------------------ |
| 10 aout 1972 00h32       | 701-02          | Shiyan Peizhong                                  | 1972-S281 | Vol surborbital altitude 200 km                                          |
| 18 septembre 1973 12h12  | 701-03          | JSSW-1                                           | 1973-F07  | Échec au lancement                                                       |
| 12 juillet 1974 13h55    | 701-04          | JSSW 2                                           | 1974-F05  | Échec : lanceur détruit à la suite d'une perte du contrôle d'orientation |
| 26 juillet 1975 13h30    | 701-05          | JSSW 3                                           | 1975-050  |                                                                          |
| 16 décembre 1975 09h21   | 701-06          | JSSW 4                                           | 1975-119  |                                                                          |
| 30 aout 1976 11h45       | 701-07          | JSSW 5                                           | 1976-087  |                                                                          |
| 10 novembre 1976 09h05   | 701-08          | JSSW 6                                           | 1976-F03  | Échec                                                                    |
| 14. septembre 1977 00h15 | 701(II)-01      |                                                  | 1977-S246 | Vol surborbital altitude 200 km                                          |
| 15 avril 1978 16h39      | 701(II)-02      |                                                  | 1978-S112 | Vol surborbital altitude 200 km                                          |
| 27 juillet 1979 21h28    | XCZ-1-02        | Shj Jian 2                                       | 1979-F02  | Échec lié à un mauvais fonctionnement du second étage                    |
| 19 septembre 1981 21h28  | XCZ-1-02        | Trois satellites Shi jian : SJ 2 / SJ 2A / SJ 2B | 1981-093  |                                                                          |